# Zhengzhou
Zhengzhou este un oraș din China, capitala provinciei Henan. În 2020 avea 12.600.000 locuitori.